# خيسوس هرنانديز (لاعب كرة قدم مواليد 2004)
خيسوس هرنانديز هو لاعب كرة قدم مكسيكي، ولد في 9 يناير 2004 في مدينة كيريتارو في المكسيك.

## وصلات خارجية
- خيسوس هرنانديز (لاعب كرة قدم مواليد 2004) على موقع قاعدة بيانات كرة القدم.إي يو (الإنجليزية)
- خيسوس هرنانديز (لاعب كرة قدم مواليد 2004) على موقع Soccerway.com (الإنجليزية)
- خيسوس هرنانديز (لاعب كرة قدم مواليد 2004) على موقع عالم كرة القدم.نت (الإنجليزية)